# Ogród nad Sudołem
Ogród nad Sudołem – park miejski w Krakowie, znajdujący się w Dzielnicy III Prądnik Czerwony, na osiedlu Prądnik Czerwony pomiędzy ulicą Naczelną na zachodzie i potokiem Sudół Dominikański na północy. Po wschodniej stronie parku znajduje się Kościół św. Jana Chrzciciela, a od południa budynek mieszczący Radę Dzielnicy III. Został zrealizowany, w ramach tzw. „Ogrodów Krakowian – parków kieszonkowych” na obszarze o łącznej powierzchni 1,3 ha.

## Charakterystyka
Teren przy ulicy Naczelnej w celu założenia tutaj ogólnodostępnego miejskiego ogrodu Zarządowi Zieleni Miejskiej przekazał Miejski Ośrodek Pomocy Społecznej. Projekt parku został sporządzony przez Pracownię Projektową ZZM w zespole: Barbara Kaźmirowicz, Radosław Bałaziński i Beata Opoczyńska. Nawiązuje on do historii tego obszaru związanej z założeniami folwarcznymi Zakonu Dominikanów. Wykonawcą inwestycji była firma Flora Sp. z.o.o. Sp. komandytowa. Stan terenu, który miał wejść w skład zakładanego parku w momencie podejmowania prac projektowych obejmował: elementy starodrzewu, nasadzenia drzew owocowych będących pozostałością sadów, pojedyncze krzewy owocowe, naturalny charakter przyrodniczy obszarów przylegających do potoku Sudół Dominikański, ogrodzenie fragmentu działki i uzbrojenie terenu. 
Otwarcie ogrodu miało miejsce 1 kwietnia 2021 roku. Park posiada rozbudowaną infrastrukturę wypoczynkowo-rekreacyjną do której zaliczają się m.in.: plac zabaw, altany, trawiaste boisko i ścieżka zdrowia, której kontynuację stanowi siłownia zewnętrzna i tor do gry w bule. Wśród elementów małej architektury znajdują się: ławki, kosze, drewniane leżaki, stoliki piknikowe, szachowe i do tenisa stołowego, huśtawki, tablice informacyjne i poidełka. Na terenie parku znajduje się również ogólnodostępna, płatna toaleta. W koncepcji przestrzennej założenia przewidziano podział parku na strefy: ogród angielski – siedlisko łęgowe i zadrzewienia (w części północnej), ogród reprezentacyjny (w części centralnej), sad (w części wschodniej), przestrzenie sportowe i arboretum (w części wschodniej i południowo-wschodniej), rabaty różane w układzie nawiązującym do poletek uprawnych (w części zachodniej) i plac zabaw w typie wiejskiej zagródki (w części północno-zachodniej). W skład kompozycji wchodzi również łąka kwietna z tzw. „hotelem dla owadów”. Zakładając park dokonano ponadto nasadzeń nowych drzew, krzewów, bylin i roślin ozdobnych.
Przestrzeń ogrodu została dopełniona rzeźbą plenerową „Paw” autorstwa Bronisława Chromego. Wykonana z brązu rzeźba znajduje się w południowej części parku.

## Galeria

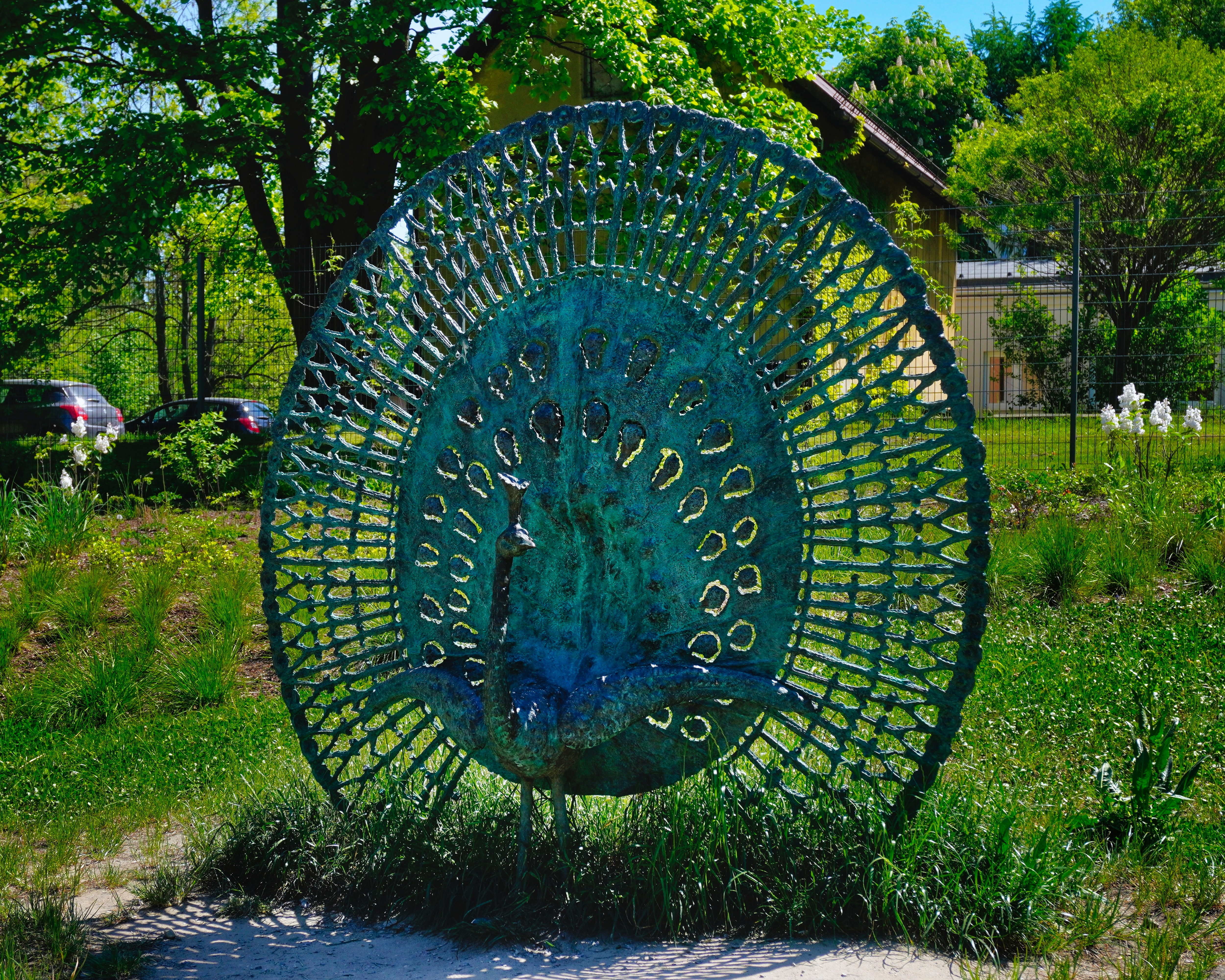
Rzeźba „Paw” (brąz) Bronisław Chromy
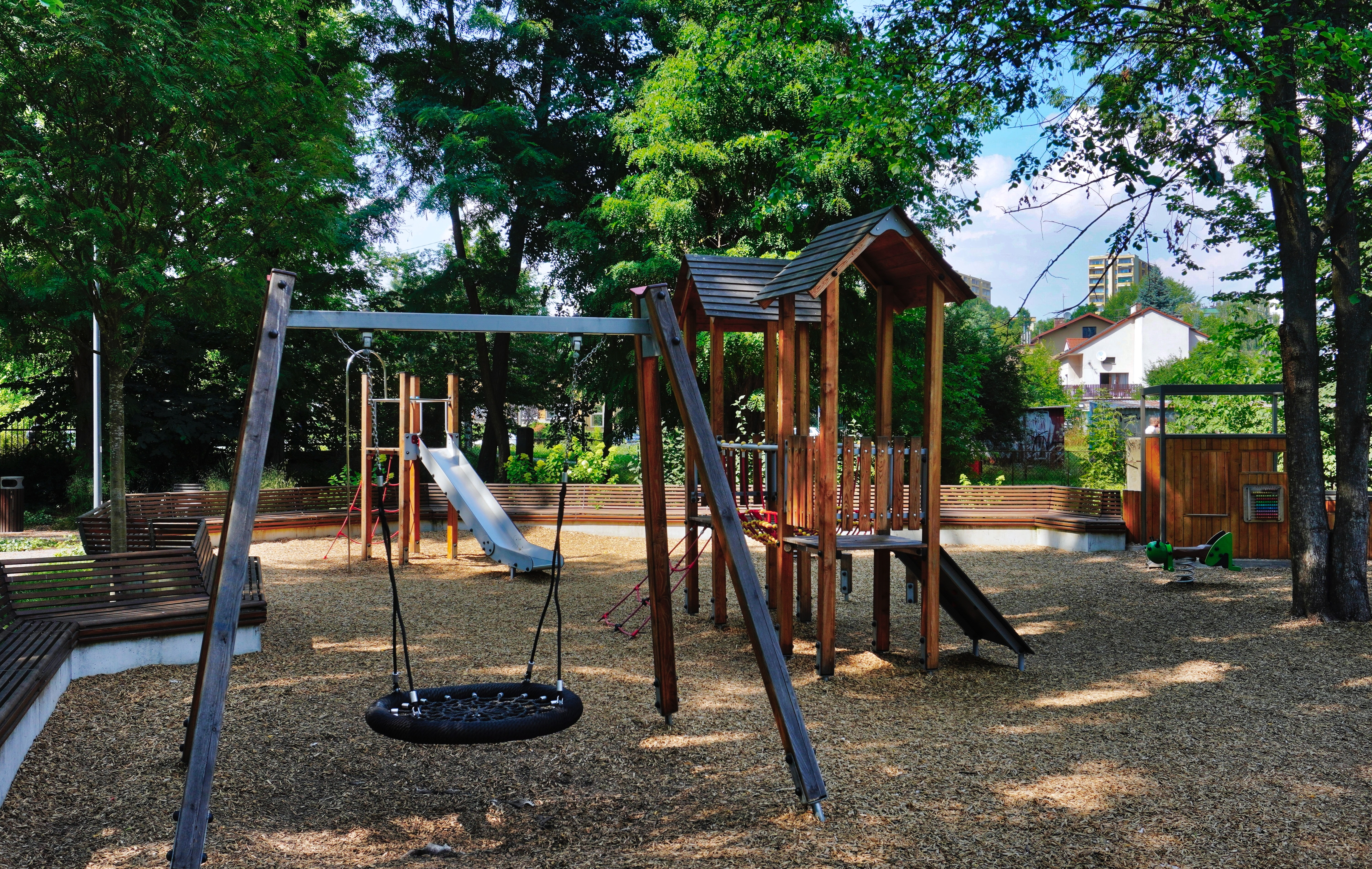
Plac zabaw
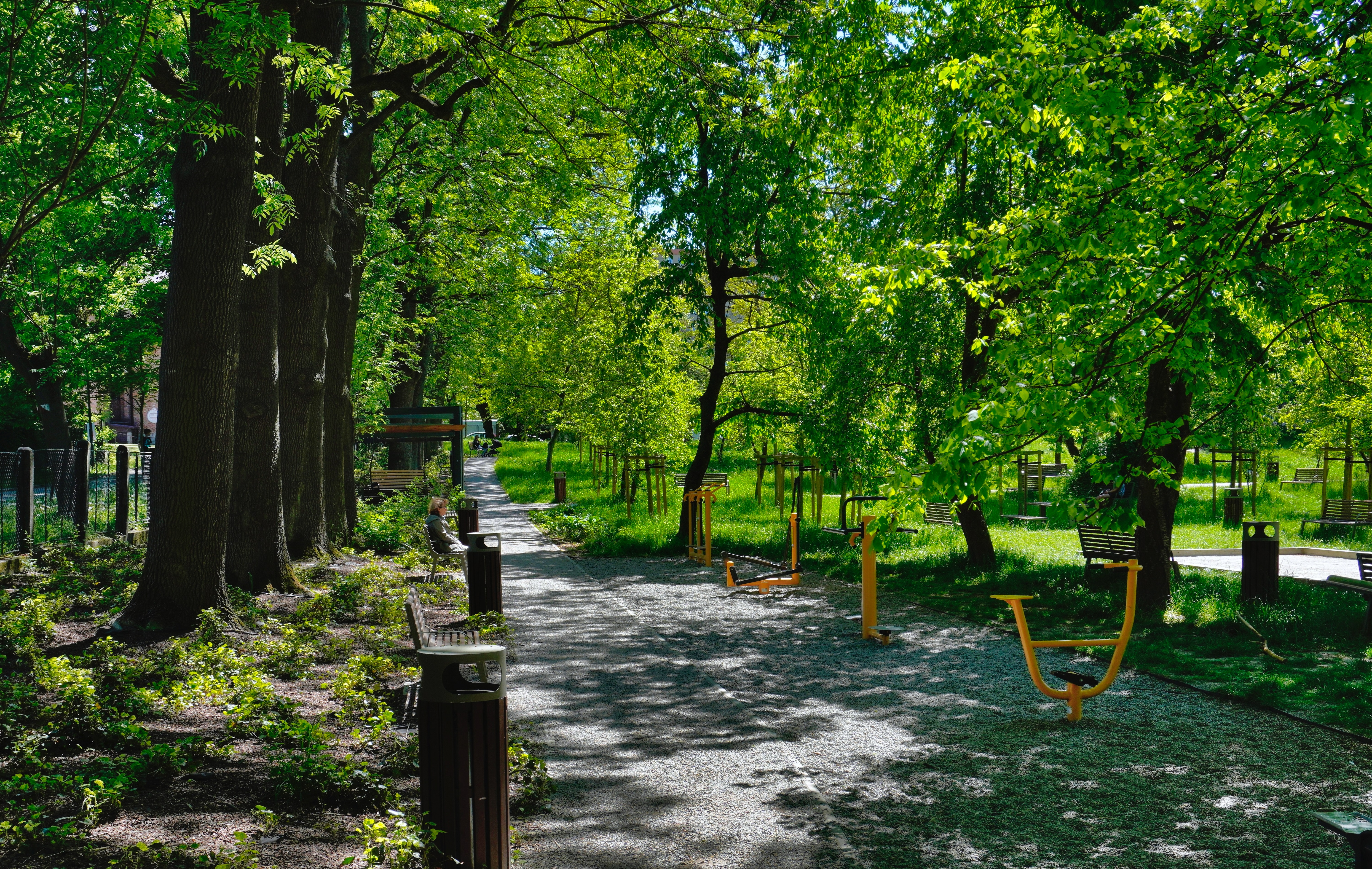
Siłownia zewnętrzna
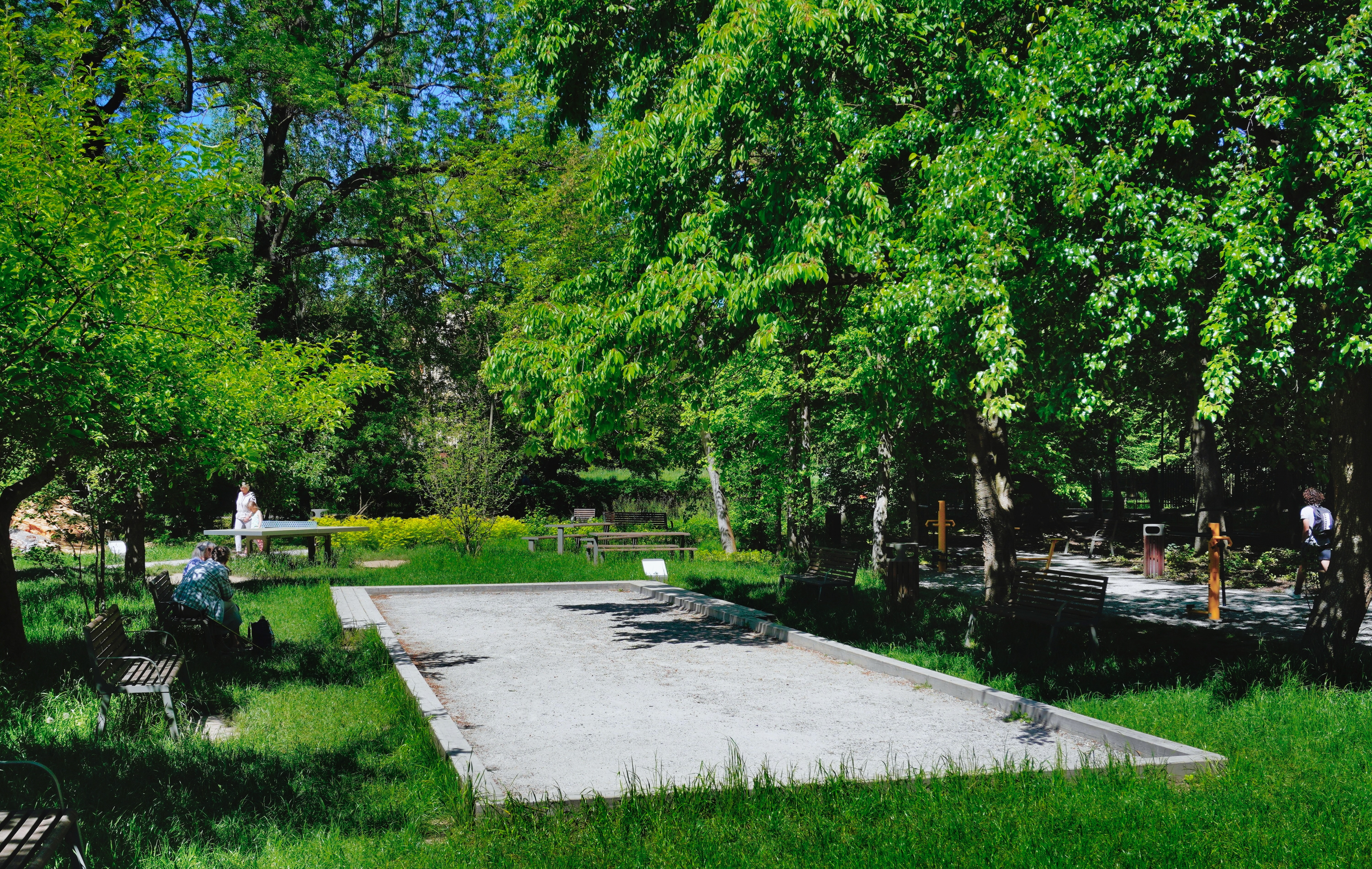
Bulodrom
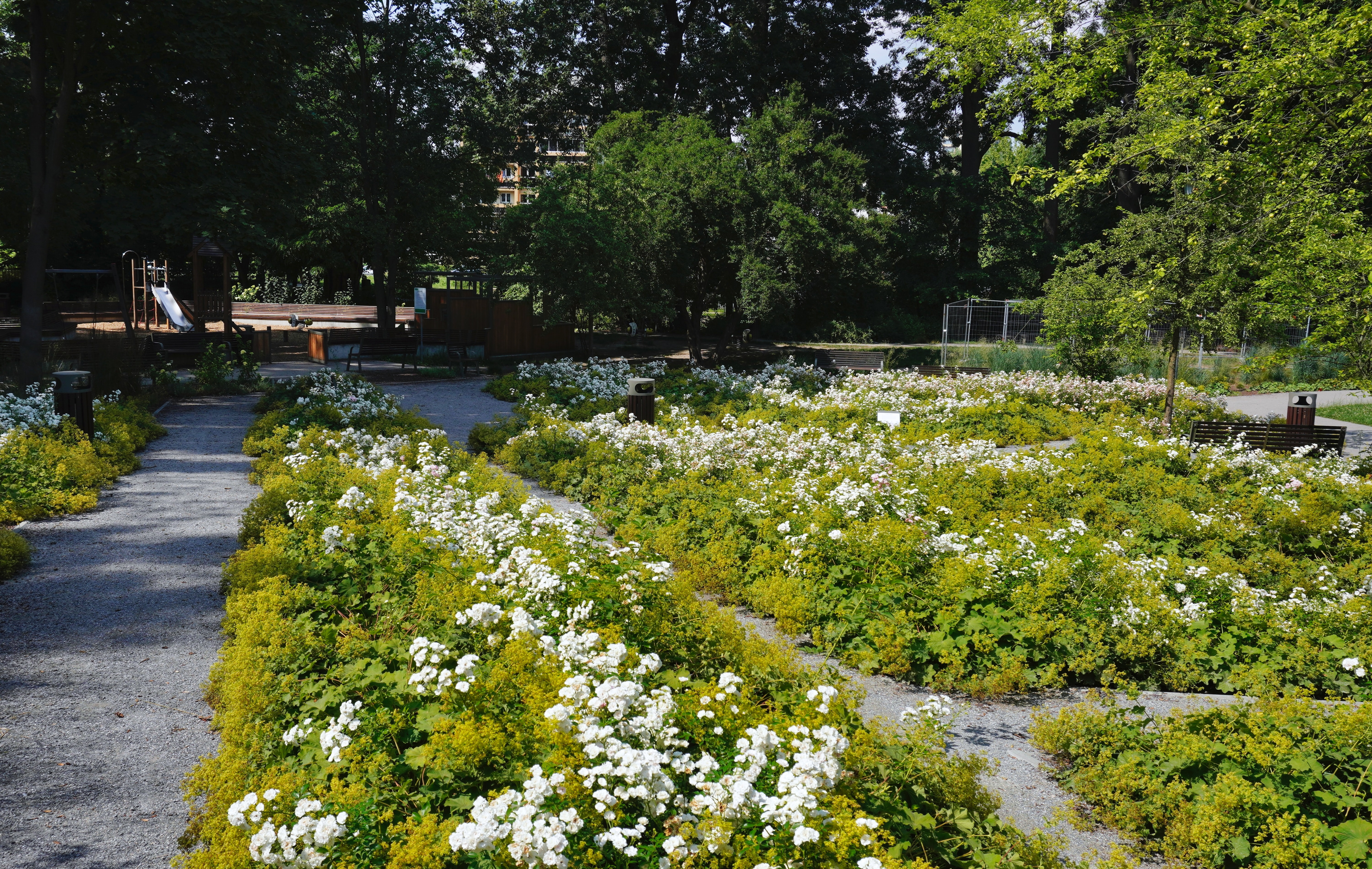
Poletka różane
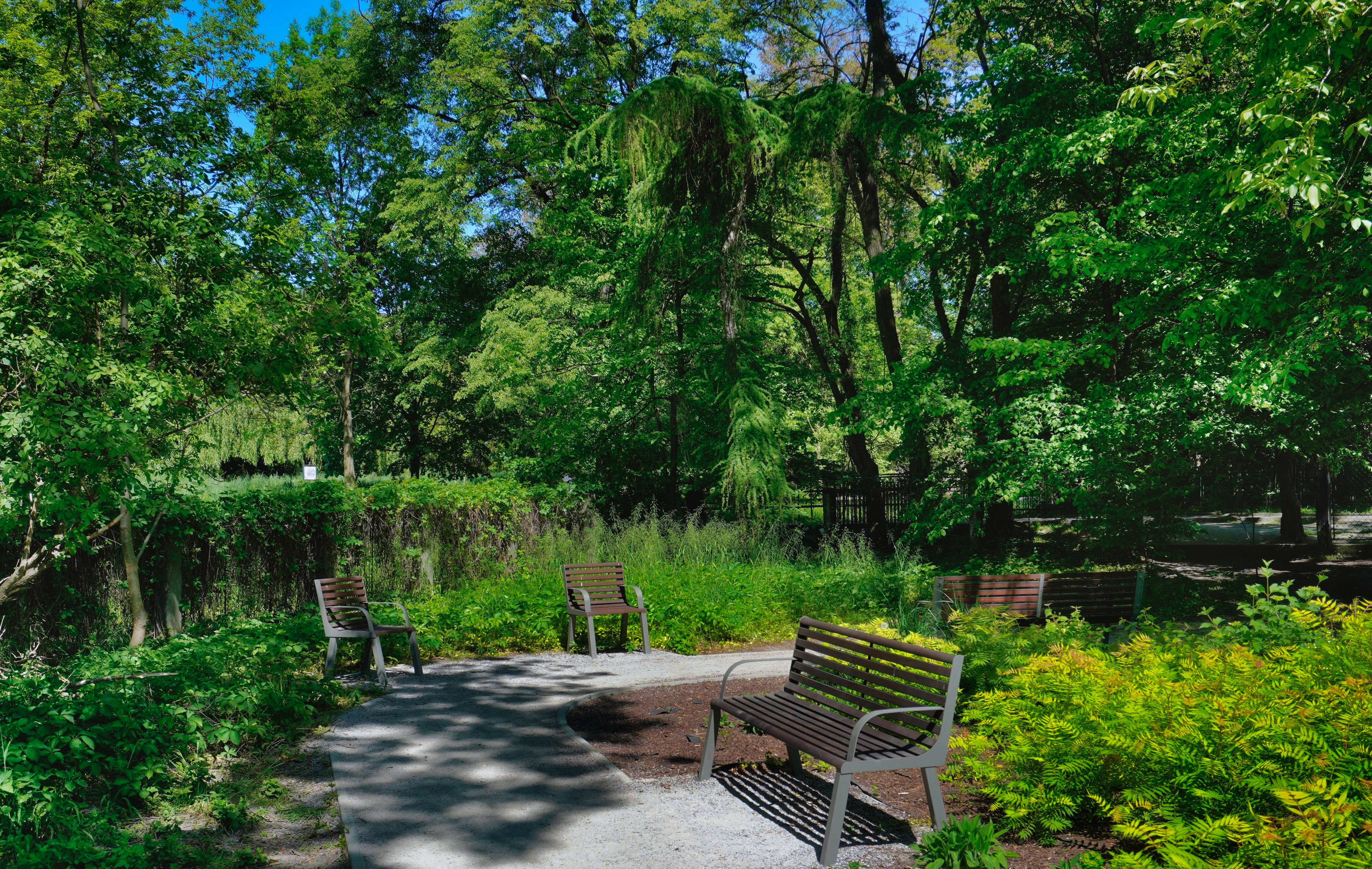
Ogólny widok, alejka w parku
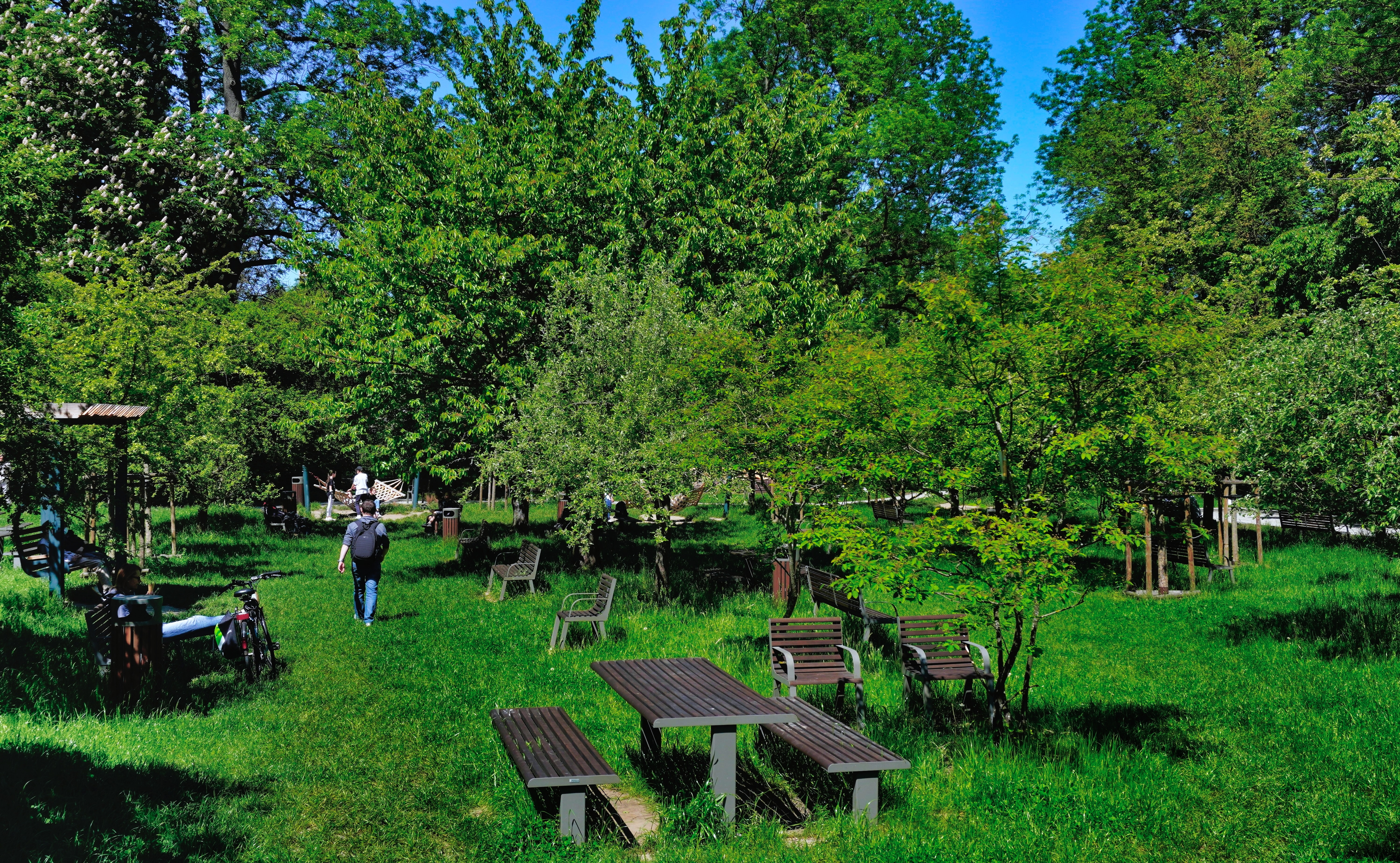
Ogólny widok
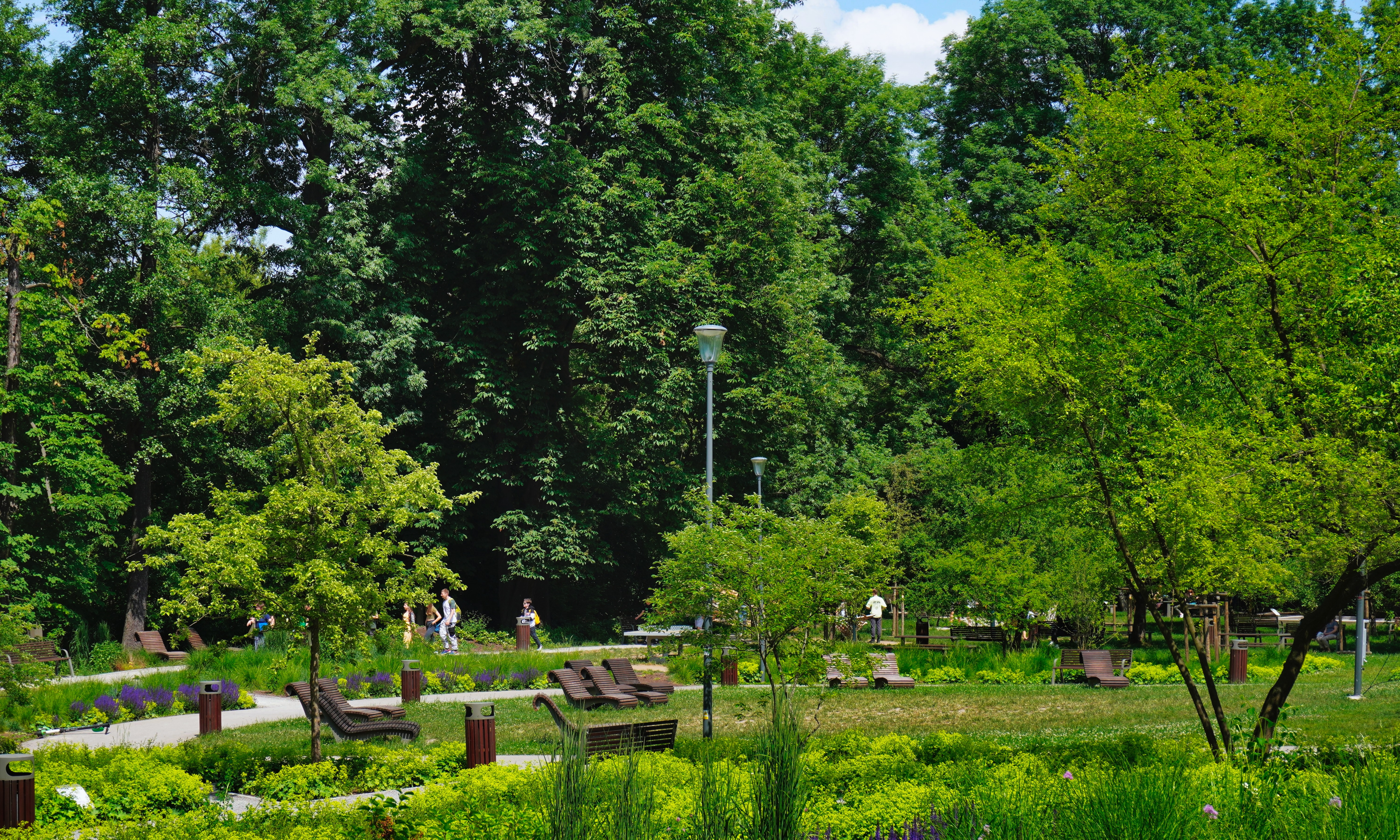
Ogólny widok
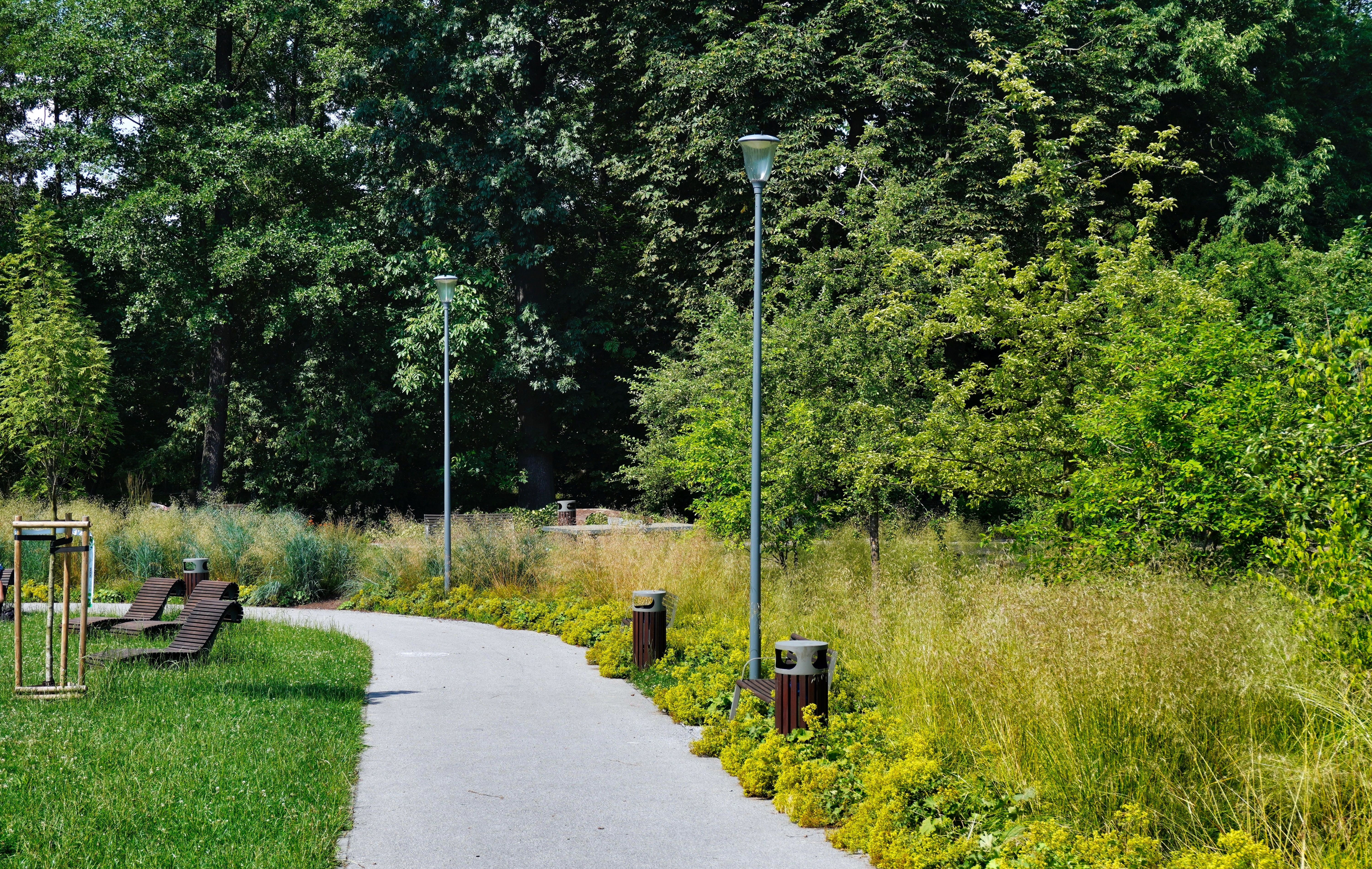
Ogólny widok, alejka w parku